# Teddy Mayer
Edward Everett "Teddy" Mayer (Scranton, Pensilvânia, 8 de setembro de 1935 - 30 de janeiro de 2009) foi um empresário americano do ramo esportivo.
Foi um dos fundadores da equipe de Formula 1 McLaren. Após a morte de Bruce McLaren, assumiu a direção da equipe até 1982. Atuou na Champ Car como dirigente na equipe Penske Racing.